# Čirinkotan
Čirinkotan (in russo Чиринкотан; in giapponese 知林古丹島, Chirinkotan-tō) è un'isola russa che fa parte dell'arcipelago delle Isole Curili ed è situata nel Mare di Ochotsk. Amministrativamente fa parte del Severo-Kuril'skij rajon dell'oblast' di Sachalin, nel Circondario federale dell'Estremo Oriente. Il suo nome viene dalla lingua ainu e significa "valanga di fango". L'isola è disabitata.

## Geografia
Čirinkotan si trova nella parte settentrionale delle isole Curili, 30 km a ovest di Ėkarma. L'isola ha una forma rotonda, con un diametro di circa 3,7 km. La sua superficie è di 6 km² le coste sono rocciose e prive di approdi. Vicino alla costa meridionale e sud-occidentale ci sono degli scogli.

## Il vulcano
L'isola è costituita dalla parte emersa di uno stratovulcano attivo, il Čirinkotan (вулкан Чиринкотан), la cui altezza è di 724 m s.l.m.; la sua caldera ha circa 1 km di diametro.
Ci sono registrazioni di eruzioni nel 1760, 1878-1889, 1955(?), 1980; l'ultima eruzione risale al 2004.

## Storia
L'isola sembra non aver mai avuto una popolazione permanente. Sotto la sovranità dell'Impero russo, in base ai termini del Trattato di Shimoda del 1855, passò all'Impero giapponese (nel 1875) con il Trattato di San Pietroburgo insieme al resto delle isole Curili. Amministrativamente l'isola faceva parte della sottoprefettura di Nemuro, nella prefettura di Hokkaidō.
Dopo la seconda guerra mondiale, l'isola passò sotto il controllo dell'Unione Sovietica e attualmente fa parte della Federazione Russa.